# Luo Shifang
Luo Shifang, née le 2 avril 2001 à Chenzhou, est une haltérophile chinoise.

## Biographie
Luo Shifang naît le 2 avril 2001 à Chenzhou,.
Elle remporte une médaille dans la catégorie des moins de 59 kg aux Championnats du monde d'haltérophilie 2022, organisés à Bogotá, en Colombie.
Elle remporte la médaille d'argent dans la catégorie des moins de 59 kg aux Jeux asiatiques de 2022 qui se tiennent à Hangzhou, en Chine.
Elle remporte la médaille d'or aux Championnats d'Asie d'haltérophilie de 2023 qui se tiennent à Jinju, en Corée du Sud
La même année, elle remporte la médaille d'or dans la catégorie des moins de 59 kg aux Championnats du monde d'haltérophilie qui se tiennent à Riyad, en Arabie saoudite,.
Elle remporte la médaille d'or dans la catégorie féminine des moins de 59 kg aux Jeux olympiques d'été de 2024 qui se déroulent à Paris, en France.
À cette occasion elle établit trois records olympiques en haltérophilie : arraché, épaulé-jeté et score total.